# جوني مادوكس
جوني مادوكس (بالإنجليزية: Johnny Maddox)‏ هو ملحن وموسيقي وعازف بيانو أمريكي، ولد في 4 أغسطس 1927 في غالاتين في الولايات المتحدة، وتوفي في 27 نوفمبر 2018.

## وصلات خارجية
- جوني مادوكس على موقع ميوزك برينز (الإنجليزية)
- جوني مادوكس على موقع أول ميوزيك (الإنجليزية)
- جوني مادوكس على موقع ديسكوغز (الإنجليزية)